# Associazione Sportiva Gubbio 1910 2005-2006
Questa pagina raccoglie le informazioni riguardanti l'Associazione Sportiva Gubbio 1910 nelle competizioni ufficiali della stagione 2005-2006.

## Rosa
| N. |                      | Ruolo | Calciatore            |
| -- | -------------------- | ----- | --------------------- |
|    | Italia (bandiera)    | D     | Antonio Aloisi        |
|    | Italia (bandiera)    | A     | Riccardo Belluomini   |
|    | Italia (bandiera)    | A     | Massimo Campo         |
|    | Italia (bandiera)    | A     | Giacomo Casoli        |
|    | Italia (bandiera)    | D     | Ferdinando Catalucci  |
|    | Argentina (bandiera) | A     | Daniel Alberto Chafer |
|    | Italia (bandiera)    | C     | Matteo Coresi         |
|    | Italia (bandiera)    | A     | Gianluca De Angelis   |
|    | Italia (bandiera)    | D     | Antonio De Maio       |
|    | Italia (bandiera)    | D     | Angelo Ercoli         |
|    | Italia (bandiera)    | P     | Fabio Fabbri          |
|    | Ghana (bandiera)     | C     | Abdullah Fusseini     |
|    | Italia (bandiera)    | C     | Marco Gaggiotti       |
|    | Italia (bandiera)    | D     | Alessandro Giacometti |

| N. |                   | Ruolo | Calciatore           |
| -- | ----------------- | ----- | -------------------- |
|    | Italia (bandiera) | C     | Andrea Giammaroli    |
|    | Italia (bandiera) | C     | Massimiliano Lazzoni |
|    | Italia (bandiera) | A     | Ettore Marchi        |
|    | Italia (bandiera) | D     | Giuseppe Orlando     |
|    | Italia (bandiera) | C     | Gianluca Panisson    |
|    | Italia (bandiera) | P     | Riccardo Pifarotti   |
|    | Italia (bandiera) | C     | Tiziano Pinazza      |
|    | Italia (bandiera) | C     | Alessandro Sandreani |
|    | Italia (bandiera) | A     | Giuseppe Sifonetti   |
|    | Italia (bandiera) | D     | Federico Tafani      |
|    | Italia (bandiera) | A     | Lorenzo Tarpani      |
|    | Italia (bandiera) | C     | Roberto Travaglione  |
|    | Italia (bandiera) | D     | Emanuele Tresoldi    |